# Jilguero (empresa)

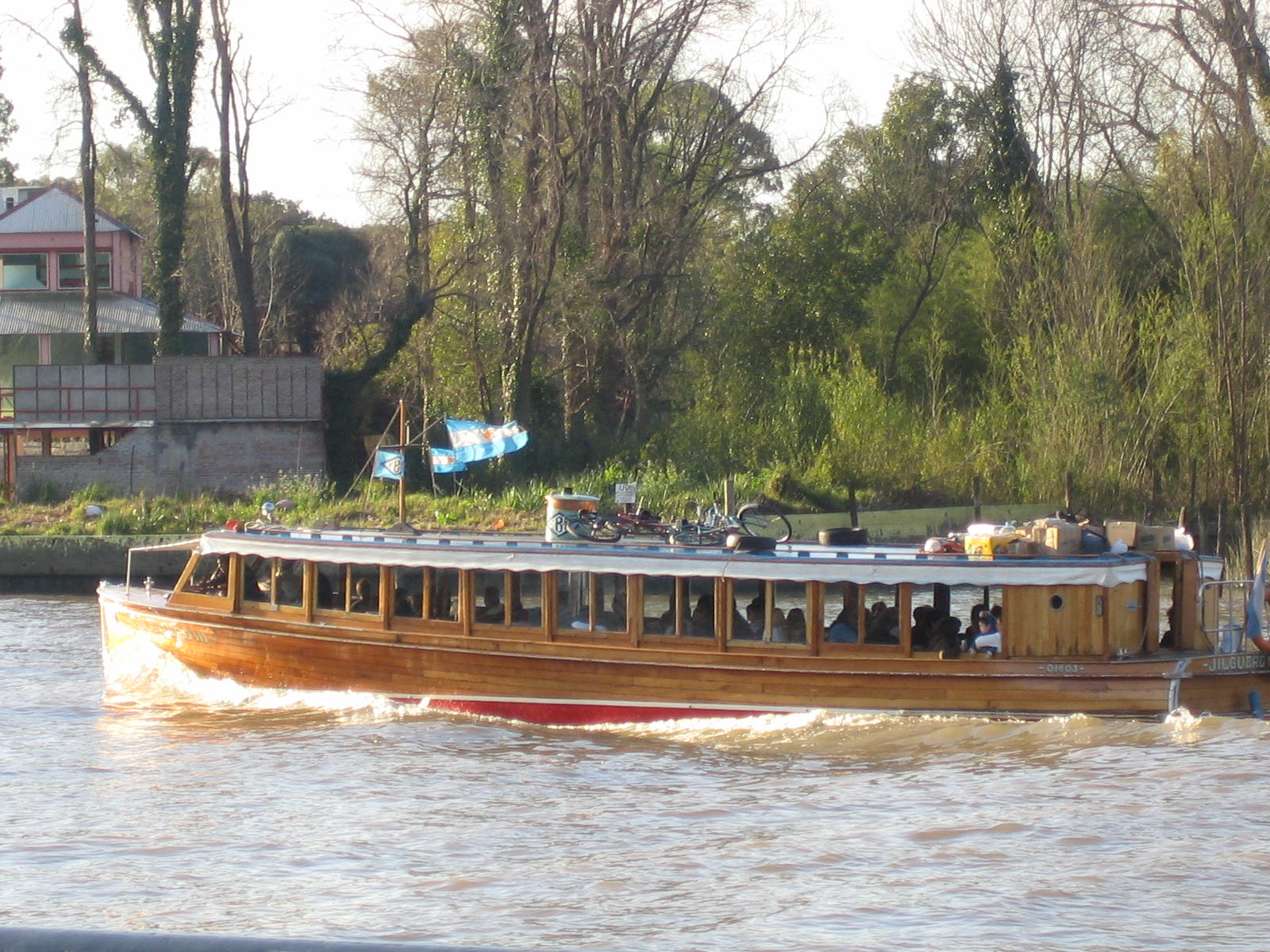
Lancha colectiva perteneciente a la empresa.

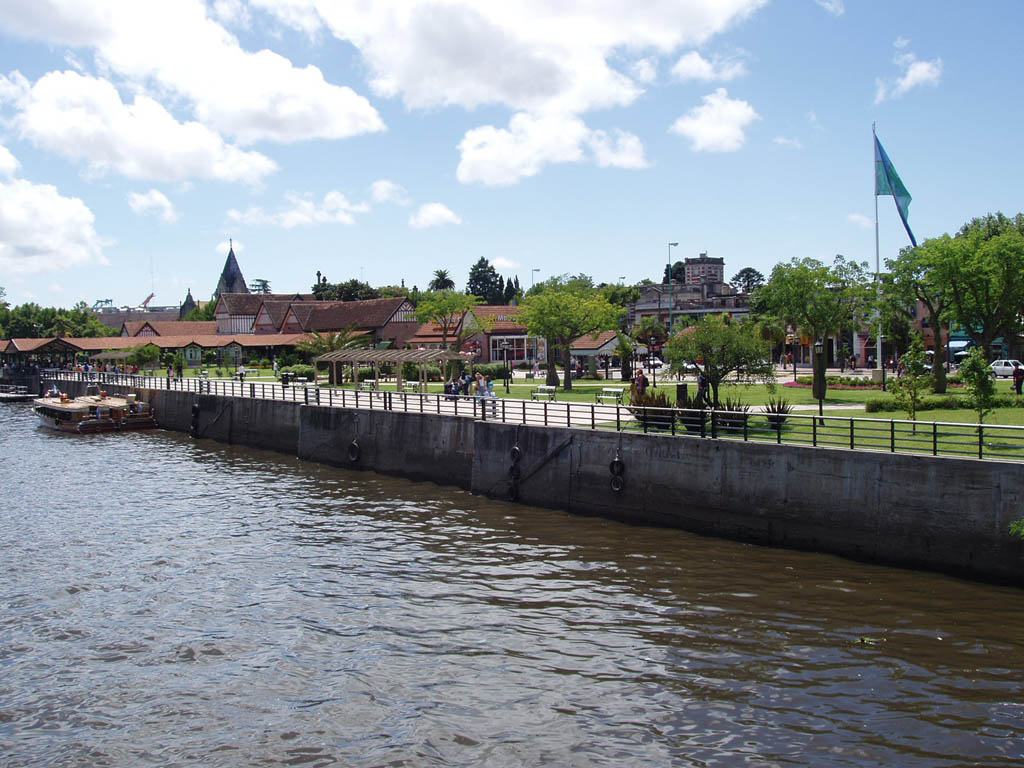
Imagen de la Estación Fluvial Domingo F. Sarmiento de Tigre.

La empresa Jilguero es una empresa de transporte que posee una flota de lanchas colectivas que realizan distintos recorridos dentro del delta del Paraná.
Es muy importante el papel que desarrolla esta empresa para la promoción de población en la zona de islas del Delta, así como también la promoción al turismo que desarrolla en las zonas cubiertas por sus recorridos.
La empresa forma parte de un conjunto de 3 empresas de transporte que poseen Lanchas colectivas existentes, las otras son 
La Interisleña y Líneas Delta Argentino.

## Historia
Su nombre "Jilguero" se debe en homenaje al primer vapor que acarreaba las canoas de los primeros pobladores Vascos del río Carabelas. Este nombre fue puesto por la familia de Tomás Castañaga que fue uno de los pioneros en el transporte de pasajeros desde el río Carabelas al Puerto de Tigre.

## Estación fluvial de pasajeros "Domingo Faustino Sarmiento"
La empresa tiene su terminal en la Estación fluvial de pasajeros "Domingo Faustino Sarmiento" ubicada en la Ciudad de Tigre, estando ubicada en una zona muy turística con muchos centros de esparcimiento.